# Ty45
Ty45 – ciężki parowóz towarowy PKP skonstruowany w Zakładach Cegielskiego w Poznaniu w 1945 roku.

## Historia serii
Parowóz Ty45 został skonstruowany w oparciu o ulepszoną dokumentację polskiego przedwojennego parowozu Ty37. Zmieniono przede wszystkim budkę maszynisty na zamkniętą i tender na większy, półbeczkowego kształtu, zaadaptowane z budowanych podczas wojny niemieckich lokomotyw serii 52 używanych w Polsce jako seria Ty2. Produkcję rozpoczęto od 1946 w zakładach Cegielskiego (258 sztuk) i Fabloku w Chrzanowie (170 sztuk). PKP odebrała 428 lokomotyw, 20 trafiło na koleje przemysłowe. Tendry dla nich budował Pafawag. Parowóz Ty45 służył początkowo do prowadzenia ciężkich pociągów z węglem kamiennym i rudą żelaza na magistrali węglowej Śląsk – Porty. Z powodzeniem zastępował słabsze maszyny serii Ty37, a zwłaszcza Ty23. Jednakże podczas eksploatacji okazało się, iż w wielu przypadkach moc kotłowa Ty45 była niedostateczna, jak na potrzeby i możliwości posiadanej maszyny parowej. Skutkowało to spadkami ciśnienia w kotle i obniżało osiągi. Zaletą było wyposażenie części egzemplarzy w mechaniczny podajnik węgla – stoker, co ułatwiało pracę załogi. Część parowozów stacjonujących w lokomotywowniach Zajączkowo Tczewskie, Toruń i Białystok została w latach 1964–1965 przystosowana do opalania mazutem. Już w 1947 roku część ciężkiej pracy przewozowej przejęły amerykańskie, bardzo dobre w ciężkiej pracy trakcyjnej maszyny Ty246. Na podstawie rozwiązań konstrukcyjnych Ty246 i wniosków płynących z eksploatacji Ty45 zbudowano serię najmocniejszych polskich parowozów Ty51.

## Galeria

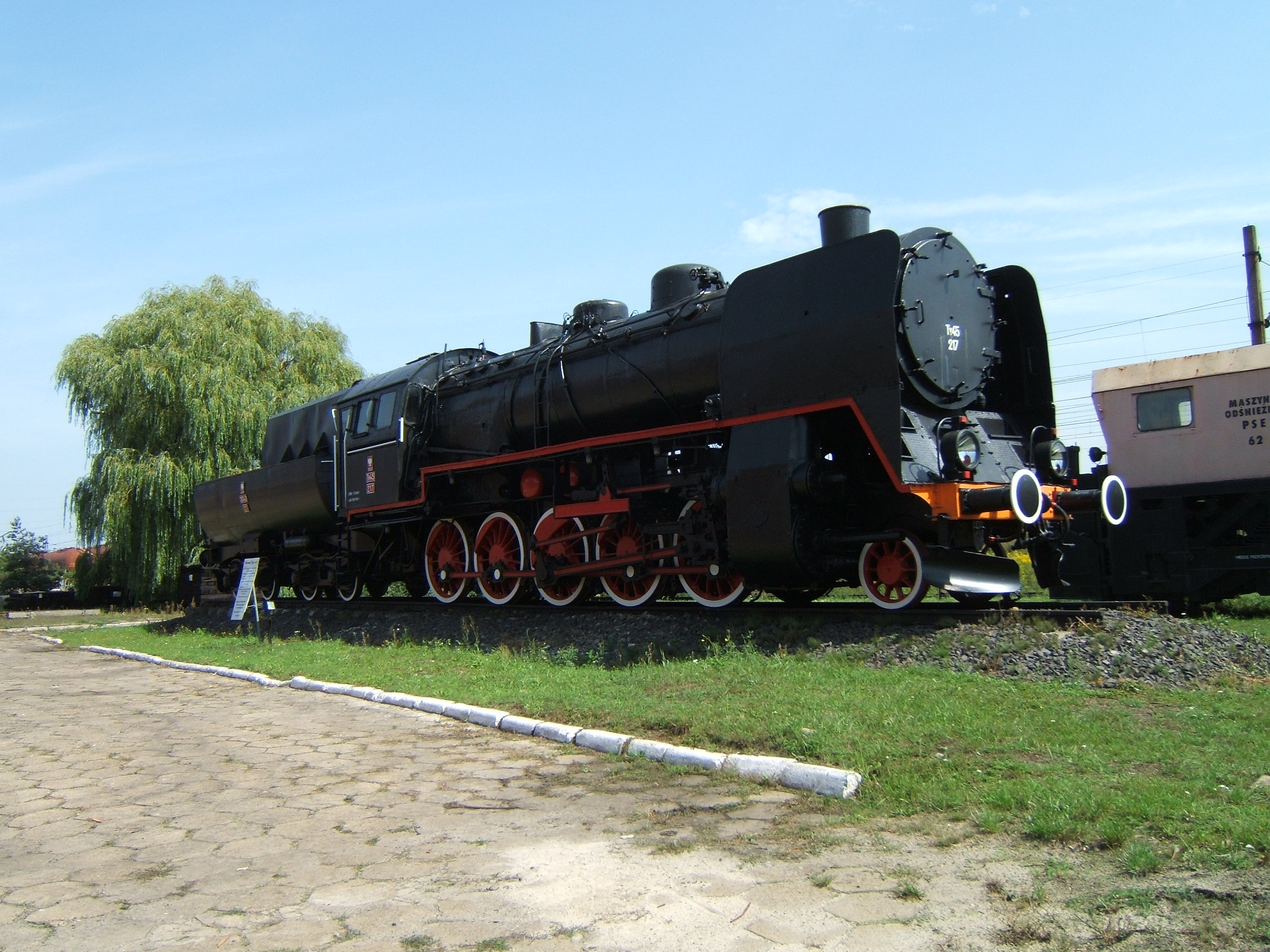
Ty45-217, parowóz-pomnik znajdujący się na terenie zakładu w Tarnowskich Górach
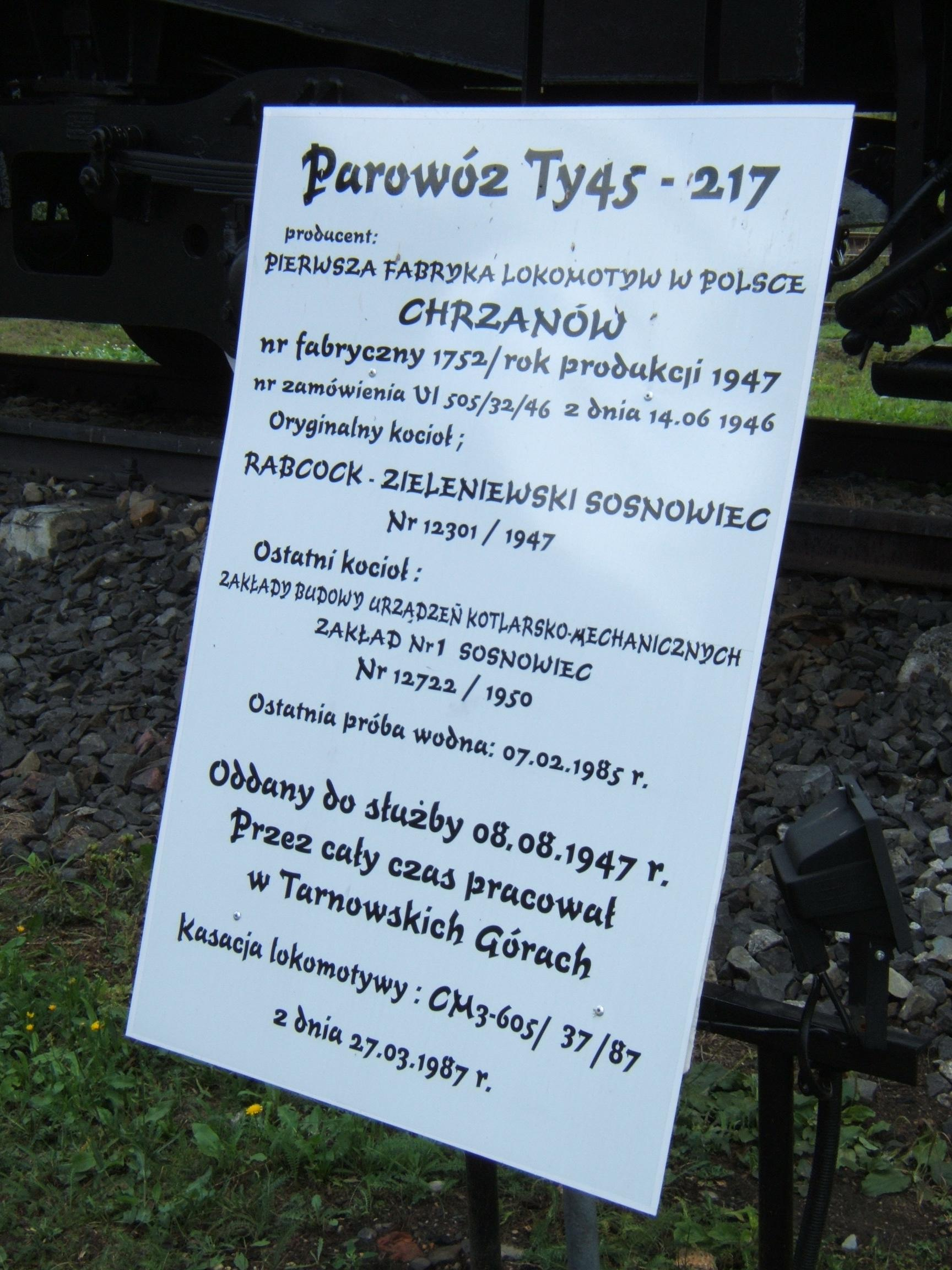
Tablica informacyjna dotycząca Ty45-217, parowózu-pomnika znajdującego się na terenie zakładu w Tarnowskich Górach
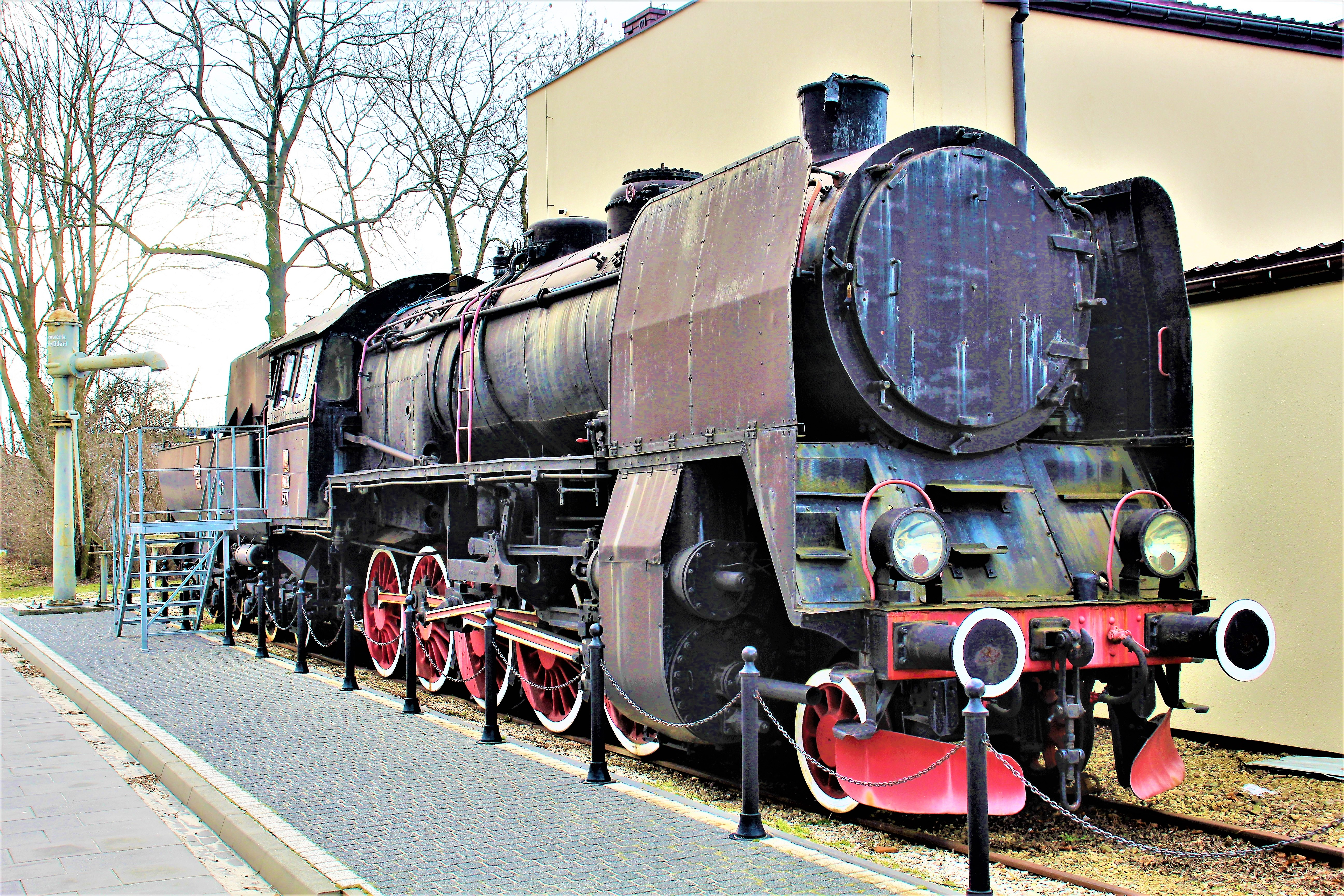
Ty45-421 jako pomnik w Łazach